# Adam Campbell
Adam Campbell (Bath, 7 de novembro de 1980) é um ator inglês. É mais conhecido por estrelar em paródias de filmes, como Date Movie e Epic Movie.

## Biografia
Adam é filho de Jean e Peter Jones. Ele frequentou a Escola Beechen Cliff, e lá era membro do clube de teatro. Formou-se em teatro na Universidade de Exeter, onde ganhou o mesmo diploma de seu colega famoso Will Young. Depois de se formar, mudou-se para os Estados Unidos para trabalhar em filmes.
Adam começou protagonizando o filme Commando Nanny. Após isso, estrelou ao lado de Alyson Hannigan, o filme de 2006, Date Movie. Em 2007, estava no elenco de Epic Movie, como Peter Pevensie (personagem sátira de Pedro de As Crónicas de Nárnia). Teve um papel importante na série Harper's Island como Cal.
Adam já apareceu num videoclipe da cantora Sara Bareilles, como vendedor de uma loja. Ele é casado com a atriz norte-americana Jayma Mays, a Emma da série Glee.

## Filmografia
- 2006 - Date Movie… Grant Fockyerdoder
- 2007 - Epic Movie… Peter Pervertski
- 2009 - Harper's Island… Cal Vandeusen
- 2010 - Day One
- 2011 - Mercy - Ele Mesmo